# Ecko Unlimited
Ecko Unlimited o semplicemente Ecko è una marca d'abbigliamento urbano statunitense popolare dai tardi anni 1990 e cresciuta nei primi anni 2000.

## Storia
Fondata nel 1993 dall'allora ventenne Marc Ecko, artista, designer e imprenditore del New Jersey, Ecko unltd., dapprima specializzata in  t-shirts, ha diversificato la sua produzione fino a comprendere abbigliamento da uomo, donna, bambini, scarpe, orologi, accessori e occhiali, secondo un'ispirazione di cultura hip-hop.
Il gruppo ha un giro d'affari di 1 miliardo di dollari, di cui 300 milioni per la divisione maschile.

## Il rinoceronte
Ecko Unltd., chiamata per il suo logo the world famous rhino brand nacque nel 1993, ma il logo col rinoceronte apparve successivamente, dopo che il fondatore si rese conto che aveva bisogno di un'immagine rappresentativa forte e unica. La scelta cadde su quel logo perché il padre di Marc possedeva molte sculture di legno di rinoceronti ed è stato usato anche per iniziative tese alla protezione della specie.

## Linee d'abbigliamento
L'azienda diversifica la sua produzione in 12 linee fra cui:
- Avirex Sportswear
- Ecko Unltd.(maschile)
- Ecko Function
- Eckored (femminile)
- Azienda d'abbigliamento G-Unit
- Marc Ecko "Cut & Sew" Collection
- Marc Ecko Pelle
- Zoo York
- GeRoN A.

## Curiosità
- Ecko Unltd. cominciò con sei tee-shirt ed una bomboletta spray di vernice.
- G-Unit è abbreviazione di Guerrilla-Unit e Gangsta-Unit ma, nel caso della linea di abbigliamento, Gorilla-Unit.
- Nel 2000 Marc Ecko Enterprises ha fondato la Tikva Children's Home di Odessa, un orfanotrofio in Ucraina.
- Atari ha pubblicato nel 2006 un videogioco su licenza, "Marc Eckō's Getting Up: Contents Under Pressure"
- Atari inoltre sempre nel 2006 include dei negozi di abbigliamento Ecko Unltd nel videogioco open world "Test Drive Unlimited"
- Marc Ecko è nell'ultima lista dei "Most Powerful Men Under 38," la "Power 100 List" di DNR e la lista "40 Under 40" fra gli imprenditori di New York di Crain.
- Nel 2012 Ecko lancia la campagna pubblicitaria "Branded for life", nella quale offre uno sconto a vita del 20% a chi si tatua uno dei loghi della ditta sul corpo[2].